# Lundagård

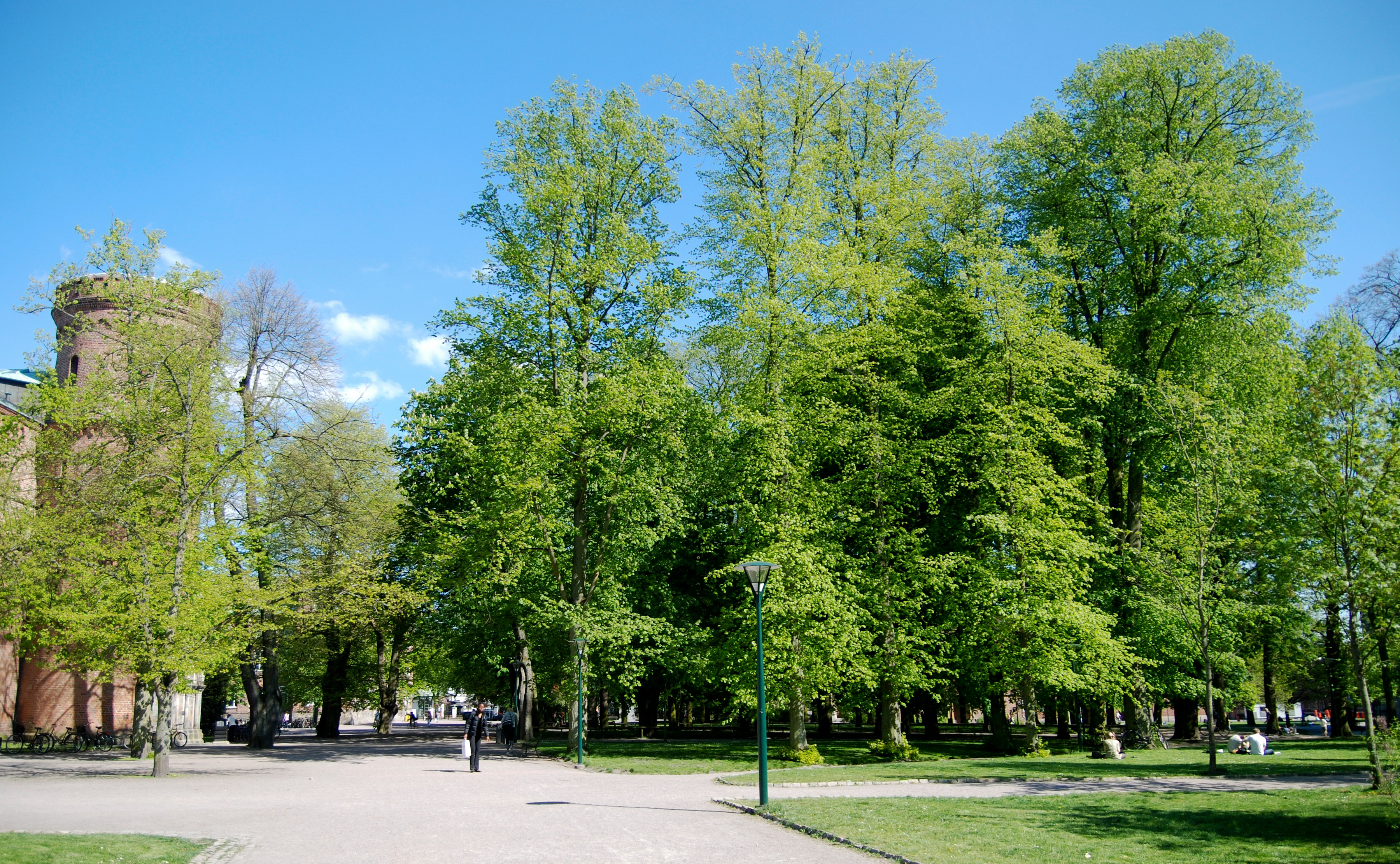
Vista parcial de Lundagård

Lundagård es un parque en el centro de Lund (Suecia) ubicado entre la catedral y Kungshuset. El establecimiento del parque tuvo lugar en la década de 1700 por el superintendente real Johan Hårleman. Por su situación en el centro de la ciudad, Lundagård es un lugar de encuentro y de paso para los habitantes de la ciudad. Lundagård limita al oeste con la calle Kyrkogatan y al este con las plazas Tegnérsplatsen y Krafts torg. Directamente al norte se encuentra la plaza de la Universidad, que constituye una continuación natural del parque. El carnaval de Lund tiene lugar cada cuatro años en el parque.

## Historia
La historia de Lundagård está íntimamente conectada con la historia de Lund. El nombre se usó al principio para el terreno que formaba parte de la sede del arzobispado de Lund, establecida en 1103. En esta época, Lundagård estaba rodeado por un muro, dentro del cual se ubicaban varios edificios además de la catedral. La plaza Krafts, en la esquina sureste, fue una de las áreas comerciales más importantes de la ciudad. Tras la Reforma protestante, a principios del siglo XVI, Lund perdió importancia como sede religiosa, pero continuó siendo un centro del poder real y en 1584 se edificó Lundagårdshuset para uso de los comandantes del rey. Esta construcción pasó a albergar la Universidad de Lund, fundada en 1666 al poco tiempo de pasar Skåne, hasta entonces perteneciente a Dinamarca, al control de Suecia por el Tratado de Roskilde.

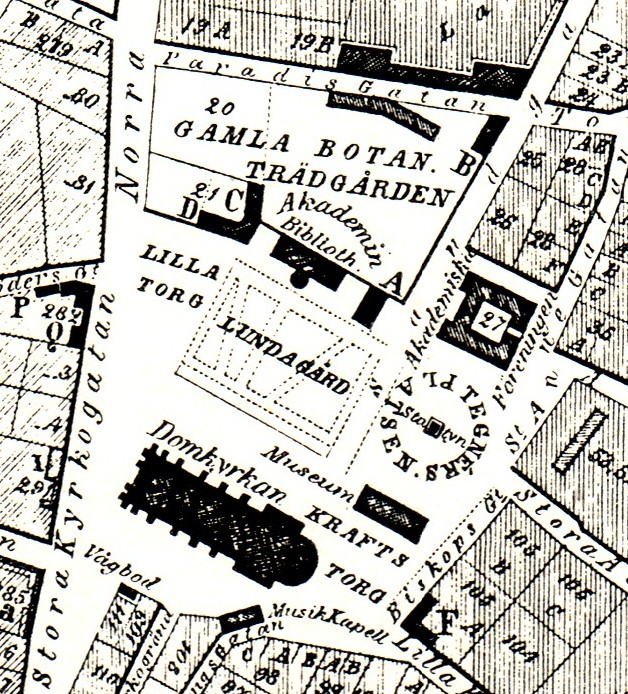
Mapa de Lundagård en 1866.

En 1702 concluyó la construcción de la calle Kyrkogatan, que linda con el lado oeste de Lundagård, que hasta entonces estaba ocupado por una red de callejuelas. Durante el siglo XIX tuvieron lugar cambios importantes en el parque. A principios de siglo se efectuó una poda radical de los árboles y en 1840, el obispo Wilhelm Faxes ordenó derribar el muro circundante, debido a su mal estado. El número de estudiantes aumentó hasta el punto que Kunghuset y el edificio medieval Liberiet situado al lado de la catedral apenas podían albergarlos y en 1882 abrió sus puertas la actual sede de la universidad. Su arquitecto, Helgo Zettervall, también diseñó la fuente de la plaza de la Universidad, frente al nuevo edificio. A finales de siglo se plantaron un gran número de árboles.
Los cambios durante el siglo XX fueron menores en comparación. En 1913, se construyó un palacete de cinco pisos en el lado norte de Stortorget, lo que supuso la desaparición de la pequeña iglesia medieval entre Stortorget y la catedral. En 1980, Sandgatan, que anteriormente dividía el parque en dos partes, se cerró al tráfico de vehículos motorizados.

## Arte y naturaleza
El parque contiene varios objetos de interés, como las seis piedras rúnicas provenientes de Skåne y varias estatuas y bustos. Los castaños y tilos albergan a varias especies de insectos, murciélagos y aves, como las grajillas, los estorninos o carboneros. Los magnolios se plantaron 
antes de la Primera Guerra Mundial y el haya se trasladó al parque en 1890. También son de interés los tejos y gingkos.